# Lengyel Miklós (teológus)
Szakállosfalvi Lengyel Miklós (Bököny (Szabolcs vármegye), 1802. december 5. – Eger, 1889. október 10.) római katolikus pap, teológiai doktor, választott püspök, nagyprépost.

## Élete
Bökönyben született, ahol apja görögkatolikus pap volt; a gimnáziumot Debrecenben és Miskolcon végezte. 1819 szeptemberében felvették az egri papnevelő intézetbe, ahol a bölcseletet hallgatta, majd Bécsben a teológiát. Ezután Frimm János káptalani követ mellett volt a pozsonyi országgyűlésen. 1826. március 9-én áldozópappá szentelték fel; egy évig káplán volt Makláron, majd a Foglár-féle intézet aligazgatója, hittanulmányi felügyelő és teológiai helyettes tanár lett. 1828-ban Pyrker László érsek kinevezte udvari papjává, ezt követően 1830-ban az egyházi jog és történelem tanára lett. 1834-ben teológiai doktor lett Bécsben, 1836-ban pedig a pesti egyetem megválasztotta tagjává. 1843-ban lett tari, 1847-ben nagykállói plébános, 1851-ben egri kanonok (már előbb szabolcsi főesperes), 1856-ban orodi prépost, 1863-ban pankotai, 1866-ban székesegyházi főesperes, 1870-ben kisprépost, 1873-ban érseki helyettes és nagyprépost, végre dulcignói választott püspök és a főrendiház tagja. Állásának jövedelméből sokat fordított jótékony célokra (ilyen a 3000 forintos egyházi irodalmi), számos egyházi fölszerelést vásárolt, és az egri székesegyház Mária-kápolnáját pazar fénnyel felújította. Diszpolgára volt Budapestnek, melynek a Kerepesi úton fennálló Zengőszobrot adományozta.
Költeménye a Szépliteraturai Ajándékban (1823. Bánatos könycseppek b. Fischer István egri érsek hamvaira, kézirata a Magyar Nemzeti Múzeumban).

## Munkái
- Oratio quam pro delicatione et consecratione novae Basilicae Agriensis concinnavit. Agriae, 1837.
- Zengzet a Bold. Szűz Mária szeplőtelen fogantatása kihirdetése ünnepére. Uo. 1855.
- Isten iránti szeretet példája Szt. István, ki által nagygyá lőn mint fejedelem, szentté mint keresztény. Fejtegette a dicsőült ünnepén aug. 20. 1858. a budai vártemplomban. Pest, 1858.
- Jézus valóságos Isten. Fejtegeté és hirdeté az 1861. nagybőjt alatt az egri főszentegyházban Eger, 1864.
- Szózat a 48-ik honvédzászlóalj zászlójának felszentelési alkalmára. Uo. 1872.